# Ljussi Kotscharjan

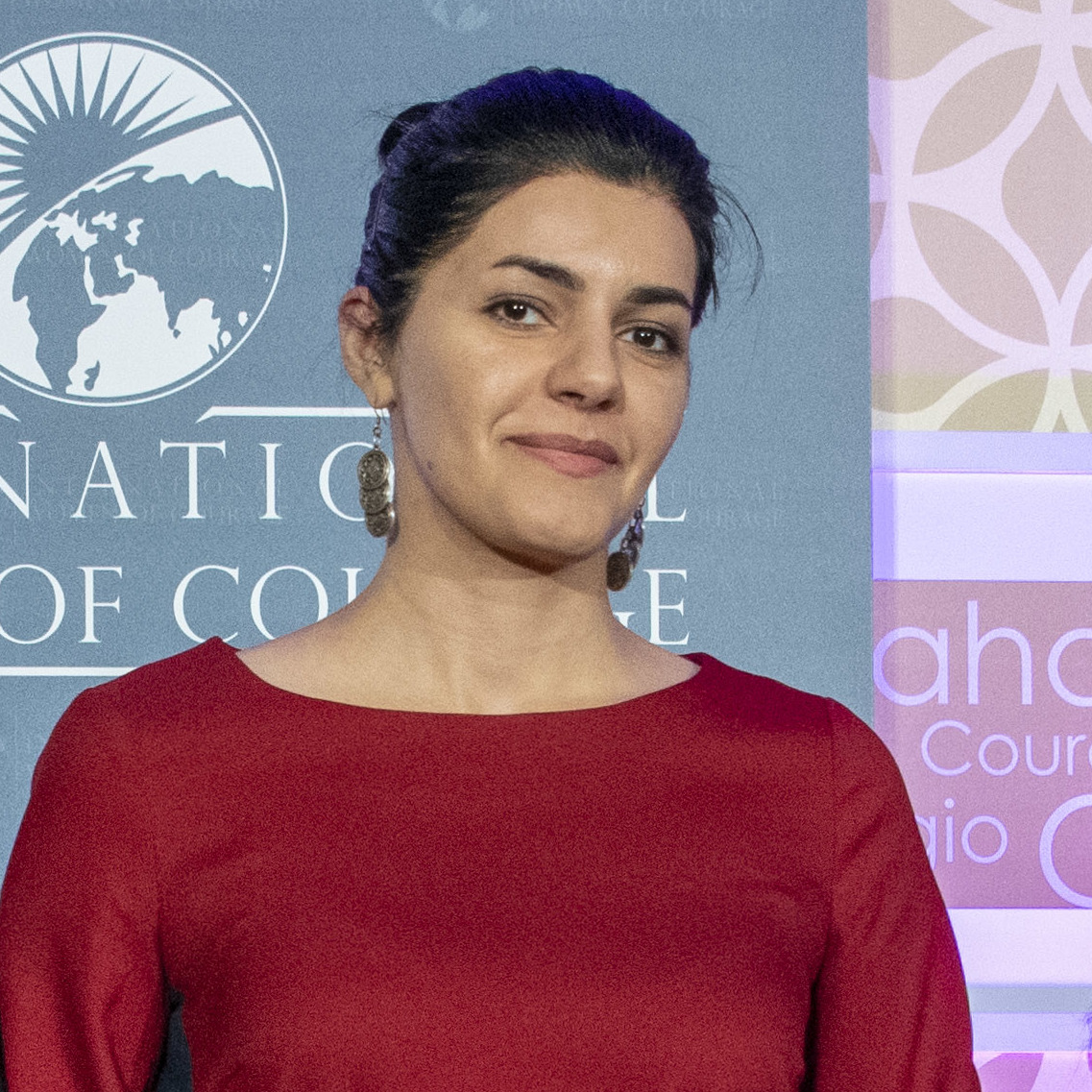
Ljussi Kotscharjan (2020)

Ljussi Kotscharjan (armenisch Լյուսի Քոչարյանը, russisch Люси Кочарян) ist eine armenische Journalistin und Rundfunkmoderatorin. Für ihren Einsatz gegen geschlechtsspezifische Gewalt und Kindesmisshandlung  in ihrem Heimatland wurde sie 2020 mit dem International Women of Courage Award (IWOC) des Außenministeriums der Vereinigten Staaten ausgezeichnet.

## Engagement und Ehrung
Kotscharjan hat sich als Journalistin für Kinder mit psychischen Problemen eingesetzt. In Armenien wurde sie eine führenden Stimmen im Kampf gegen psychische, physische und häusliche Gewalt gegen Frauen und Kinder. Dazu gehört ihre Plattform «Բռնության ձայնը/Voice of Violence» (deutsch Stimme der Gewalt) auf Facebook. Kotscharjan hat erfolgreich eine offene Auseinandersetzung über häusliche und sexuelle Gewalt begonnen, die im patriarchalisch geprägten Land allmählich Erfolge zeigt. In der Folge gab es offene Versuche die Journalistin auf der Straße zu bedrohen und zu diskreditieren. Kotscharjan wurde von Politikern kritisiert und mit Strafverfahren bedroht.
“Voice of Violence” gilt als armenische #MeToo-Bewegung.
Im März 2020 erhielt Ljussi Kotscharjan als erste armenische Frau den “International Women of Courage Award”. Unter den zwölf Ausgezeichneten des Jahres waren auch Frauen aus Bolivien, Syrien und Zimbabwe. Der Preis wurde ihnen am 4. März 2020 von Außenminister Mike Pompeo und Melania Trump verliehen.
Kotscharjan moderiert zwei Programme der öffentlich-rechtliche Rundfunkanstalt Armeniens (Հայաստանի Հանրային Ռադիո, Hajastani Hanrajin Radio), in denen sie Fragen zu Gesundheit, Frauen und Kindern aufwirft.